# Liste der Monuments historiques in Inchy
Die Liste der Monuments historiques in Inchy führt die Monuments historiques in der französischen Gemeinde Inchy auf.

## Liste der Bauwerke
| Bezeichnung            | Beschreibung | Standort                                           | Kennzeichnung | Schutzstatus | Datum | Bild |
| ---------------------- | ------------ | -------------------------------------------------- | ------------- | ------------ | ----- | ---- |
| Grenzstein             |              | D 643, Kreuzung mit der Rue Jean Stablinsky (Lage) | PA00107557    | Classé       | 1936  |      |
| Protestantische Kirche | Erbaut 1857  | 5, rue du Docteur-Eloire (Lage)                    | PA59000117    | Inscrit      | 2006  |      |

## Liste der Objekte
| Bezeichnung                                   | Beschreibung            | Standort              | Kennzeichnung | Schutzstatus | Datum | Bild |
| --------------------------------------------- | ----------------------- | --------------------- | ------------- | ------------ | ----- | ---- |
| Grabplatte für Georges Ferdinand d'Esclaibles | Marmor, 18. Jahrhundert | in der Kirche St-Géry | PM59000703    | Classé       | 1944  |      |